# Церква святих верховних апостолів Петра і Павла (Мала Зелена)
Церква святих верховних апостолів Петра і Павла в Малій Зеленій — парафія і храм греко-католицької громади Кам'янець-Подільського деканату Кам'янець-Подільської єпархії Української греко-католицької церкви в селі Мала Зелена Хмельницької области.

## Історія церкви
Наприкінці 2003 року на прохання отця Василя Демчишина до села Мала Зелена приїхали священники УГКЦ: протосинкел Тернопільсько-Зборівської єпархії, ректор Тернопільської вищої духовної семінарії отець митрат Василій Семенюк та отець Богдан Зінченко. Отець Богдан був відомий тим, що наприкінці 1980-х – на початку 1990-х років, попри переслідування, проводив катехизацію вірян на лівому березі Збруча. У Малій Зеленій, де ніколи не було церкви, люди змушені були долати значні відстані, щоб потрапити на богослужіння.
Під час того візиту було вирішено заснувати та зареєструвати громаду УГКЦ. Наступного дня все село, разом із семінаристами, взялося за переобладнання житлового будинку під свій перший храм.
У 2004 році, на свято Святих Верховних Апостолів Петра і Павла, мешканці села зустрічали поважних гостей: єпископа-помічника Тернопільсько-Зборівської єпархії Василія Семенюка, священників Тернопільської та Хмельницької областей, а також родину Ганни Ганкевич із Канади. Перед початком богослужіння єпископ Василій освятив престол і сам храм. Парафіяни сусіднього села Зелена з хоругвами та хрестом привітали своїх сусідів і розділили з ними радість свята. Після Літургії єпископ Василій вручив грамоту отцю Василю Демчишину як адміністратору нової парафії та подякував громаді за їхні зусилля. На той час отець Василь вже зареєстрував 16 греко-католицьких парафій на Хмельниччині. Жителі Малої Зеленої подякували владиці Василію Семенюку за довгоочікуваний храм, подарувавши йому житній хліб.
14 січня 2011 року до храму привезли мощі святого Івана Хрестителя. На цю подію зібралася рекордна кількість людей не лише з Малої Зеленої, а й з навколишніх сіл, щоб поклонитися святині та отримати духовне й тілесне зцілення.
З великим нетерпінням парафіяни чекали також на чудотворну ікону Зарваницької Матері Божої, яка мандрувала всіма парафіями Кам'янець-Подільського деканату УГКЦ.
При парафії діє спільнота «Матері в молитві».

## Парохи
- о. Василь Демчишин (з 2004).